# Cútia de l'Himàlaia
La cútia de l'Himàlaia (Cutia nipalensis) és una espècie d'ocell de la família dels leiotríquids (Leiothrichidae). El seu nom científic significa "el khutya del Nepal", ja que Cutia es deriva del nom nepalès d'aquests ocells, i nipalensis significa "del Nepal" en llatí.

Aquesta espècie habita la regió de l'Himàlaia, des de l'Índia fins al nord de Tailàndia. Una subespècie també es troba a la Malàisia peninsular. Anteriorment, el gènere Cutia era monotípic, però la cútia del Vietnam, que va ser considerada durant molt de temps una subespècie de la cútia de l'Himàlaia, ha estat recentment elevada a l'estatus d'espècie com a C. legalleni.

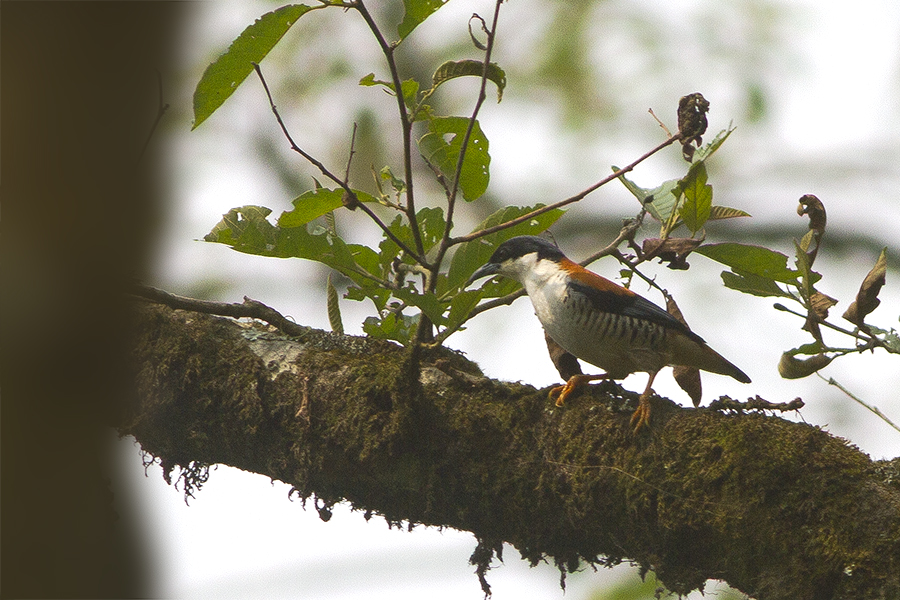
Des del Parc Nacional de Neora Valley, Bengala Occidental, Índia
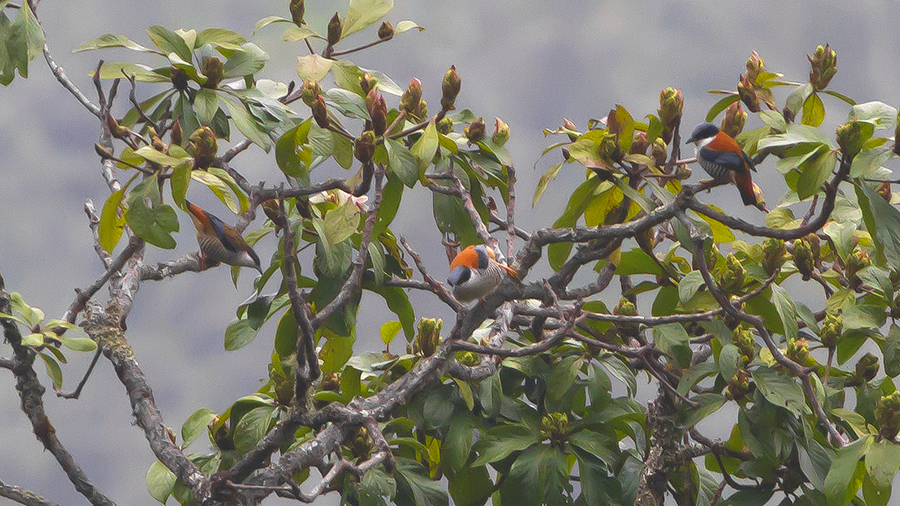
Un grup format per dos mascles i una femella al Parc Nacional de Neora Valley a Bengala Occidental, Índia.
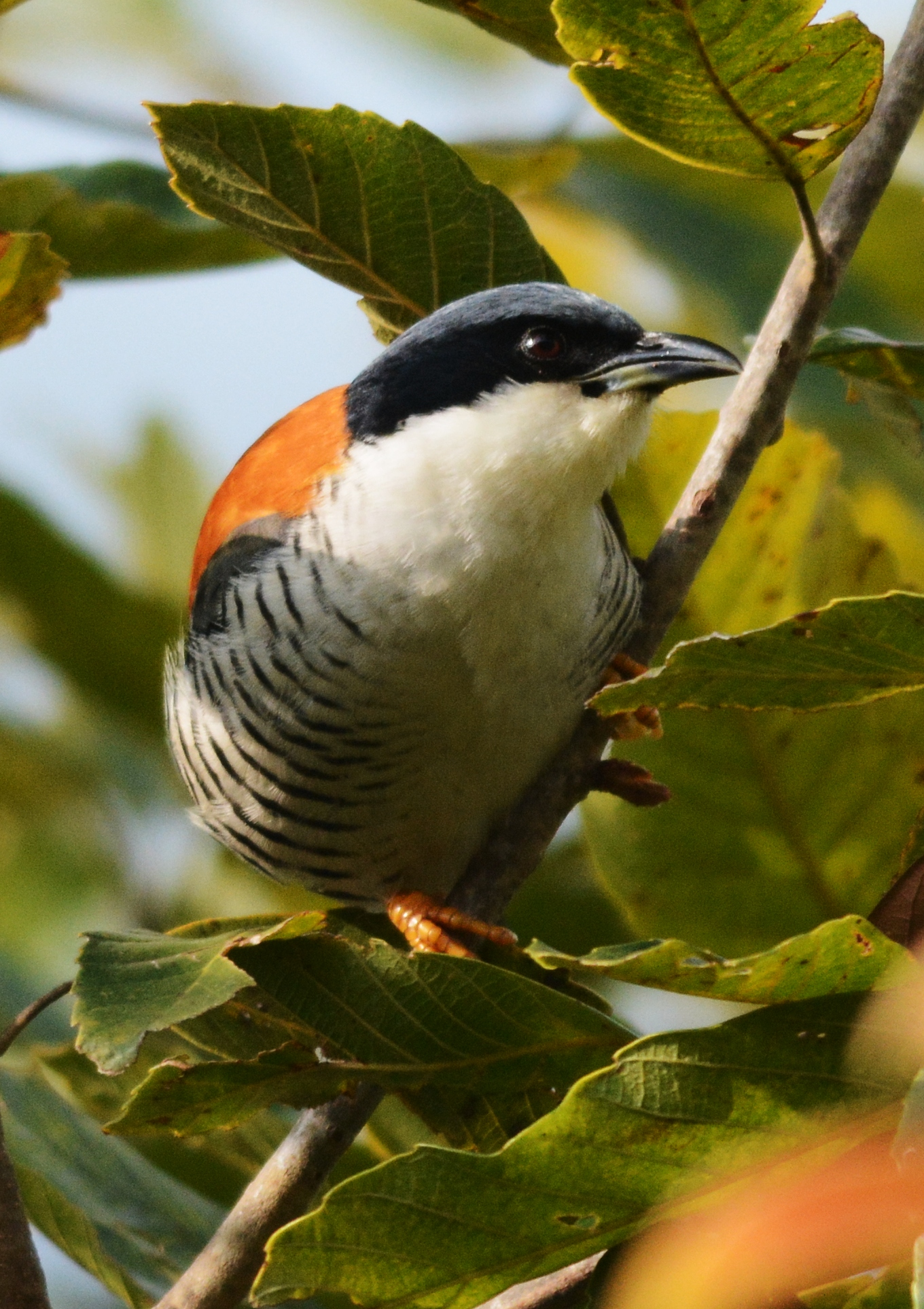
A Mizoram, Índia.
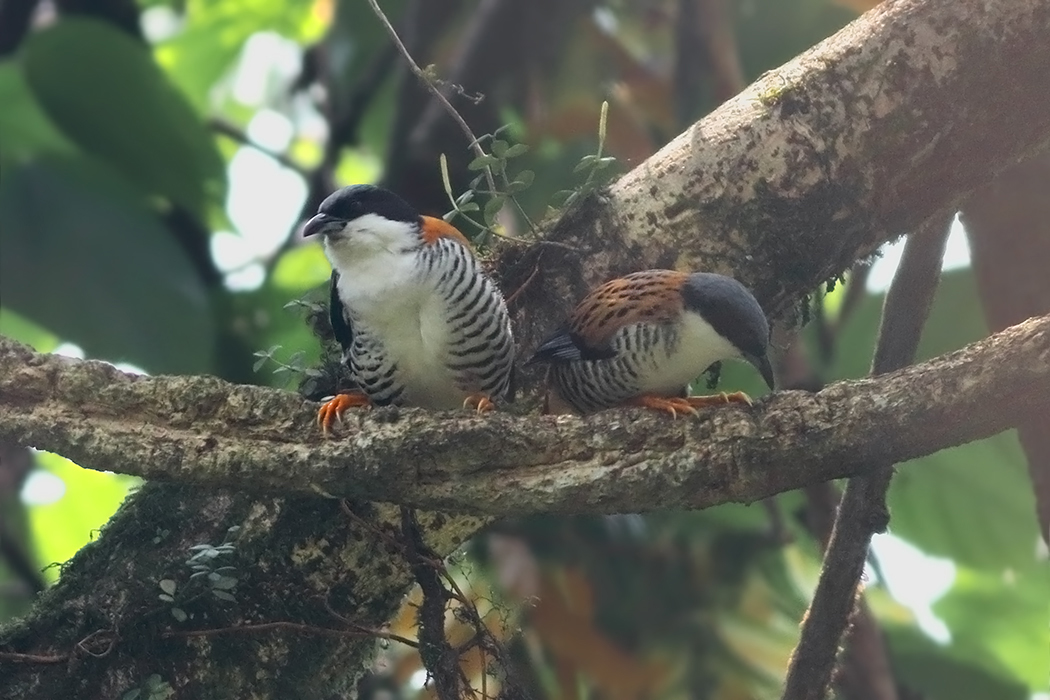
Al Pabyuk-Naitam, Sikkim, Índia.

El seu hàbitat natural són els boscos de muntanya humits tropicals i subtropicals. No obstant això, no és un ocell d'alta muntanya, sinó que habita boscos de fulla – ex. roures i alzines (Quercus) – dels peus de muntanya de més de 1.500 m d'altitud o més, però rarament puja per sobre dels 2.500 m.
La cútia de l'Himàlaia no es considera amenaçada per la UICN, conservant el seu estatus previ a la divisió com a espècie en situació de risc mínim; a Bhutan, per exemple, és un resident amb força freqüència.